# Síndrome de Sézary
El síndrome de Sézary o enfermedad de Sézary es un tipo de linfoma no hodgkiniano que afecta principalmente a la piel. Es debido a una proliferación de linfocitos T (un tipo de glóbulo blanco) anormales de características cerebroides conocidas como células de Sézary. Es considerada en muchos casos como una evolución de una Micosis fungoide.

## Síntomas
Puede producir placas eritematosas y escamosas en la piel, pudiendo afectar al 100% de ésta (Eritrodermia), también puede producir tumores en ella. Produce prurito intenso. 
Histológicamente, el Síndrome de Sézary es similar a la micosis fungoide. La diferencia entre ambos es que la micosis fungoide es más un tumor de piel y este es un síndrome linfoproliferativo crónico de linfocitos T. 
El Síndrome de Sézary es más agresivo que la micosis fungoide, teniendo un mal pronóstico con un periodo de 5 años o 10 en casos de un buen pronóstico.

## Tratamiento
Se suele emplear radioterapia, fototerapia, quimioterapia y retinoides como el bexaroteno para eliminar las células cancerosas.